# Synnøve Johansdatter
Synnøve Johansdatter, död 1678, var en norsk kvinna som avrättades för häxeri i Vadsø i Finnmark Norge.
Hon var den sista som dömdes till döden för häxeri i Nordnorge, som förut varit känt för sina många häxprocesser, och en av de sista i Norge som avrättades för häxeri genom att brännas på bål. I Östfinnmark dömdes 91 personer, främst kvinnor, till att brännas på bål för häxeri under 1600-talet.

## Förhöret
När Synnøve Johansdatter förhördes vid tinget i Vadsø den 6 juni 1678 berättade hon hur hon lärt sig häxeri av Satan. Som ung hade hon lärt magi av kvinnan Anne på gården Sama, som ligger i dagens Harstad, där hon arbetade. Anne visade henne hur man kunde döda husdjur med skal från hönsägg som krossats i vatten tillägnat Satan. Mitt under lektionen fick Synnøve Johansdotter en uppenbarelse. Hon såg en glimt av en vackert klädd person med klor på händer och fötter.
Åtta år senare tog hon livet av en ung get på gården Lysbotn på norra Senja med hjälp av trolldom som hämnd på mannen Hans Olsen. Hon tog tjänst på gården i Vadsø där hon både skadade och botade med hjälp av trolldom. Hon hade en stor repertoar av häxkonster och anlitades av lokalbefolkningen för att bota sjukdomar, men hon kunde också svära och förbanna folk och det antogs vara orsak till onaturlig sjukdom och död.

## Rättegången
Synnøve Johansdatter anklagades av representanter för den lokala kapitaleliten för att ha dödat deras bästa kor. Som bevis lade de fram en tuss av något som liknade svart ull som hade hittats i köttet på ett av djuren. Johansdatter dömdes till döden och brändes på bål år 1678 för att ha brutit mot Guds lag och kunglig befallning. Hennes make, Albert Halvorsen, överklagade inte dommen som han ansåg vara rättvis. Synnøve Johansdatter anklagade senare kvinnan Kirsten Knudsdatter för ännu värre häxeri, men hon frikändes två år senare.